# Stijn Wertelaers
Stijn Wertelaers (Bree, 19 april 1994) is een Belgische voetballer. Hij staat onder contract bij Bocholter VV. Zijn positie is doelman.

## Carrière

### Jeugd
Hij speelde in de jeugd van het Belgische Bocholter VV waarna het Nederlandse MVV hem daar wegplukte. In 2010 keerde hij terug naar België doordat topclub KRC Genk hem in 2010 wegplukte uit de jeugd van MVV. Hij tekende een contract van drie jaar maar verliet MVV met pijn in het hart.

### KRC Genk
Voor aanvang van het seizoen 2012-2013 werd bekend dat hij lid werd van de A-kern. Hij werd er derde doelman na László Köteles en Kristof Van Hout. Hij zat enkele keren op de bank maar het kwam niet tot een officieel debuut. In 2013 won hij de Beker Van België met Genk.

### Dessel Sport
Voor aanvang van het seizoen 2013-2014 werd bekend dat hij de overstap maakte naar tweedeklasser KFC Dessel Sport. Hij maakte zijn debuut in de gewonnen wedstrijd tegen KSK Heist en hield ook meteen de nul. In zijn eerste seizoen bij de club kwam hij aan 19 wedstrijden.

## Statistieken
| Seizoen         | Club             | Competitie      | Competitie | Competitie | Europees | Europees | Beker | Beker | Totaal | Totaal |
| Seizoen         | Club             | Competitie      | Wed.       | Dlp.       | Wed.     | Dlp.     | Wed.  | Dlp.  | Wed.   | Dlp.   |
| --------------- | ---------------- | --------------- | ---------- | ---------- | -------- | -------- | ----- | ----- | ------ | ------ |
| 2012-2013       | KRC Genk         | Eerste Klasse   | 0          | 0          | 0        | 0        | 0     | 0     | 0      | 0      |
| 2013-2014       | KFC Dessel Sport | Tweede Klasse   | 18         | 0          | 0        | 0        | 1     | 0     | 19     | 0      |
| 2014-2015       | KFC Dessel Sport | Tweede Klasse   | 0          | 0          | 0        | 0        | 0     | 0     | 0      | 0      |
| Carrière totaal | Carrière totaal  | Carrière totaal | 18         | 0          | 0        | 0        | 1     | 0     | 19     | 0      |

## Internationaal
Hij zat al in de selecties voor België U16 en België U17.
| Nationale ploeg | wedstrijden | Goals |
| --------------- | ----------- | ----- |
| België U16      | 6           | 0     |
| België U17      | 0           | 0     |
| Totaal          | 6           | 0     |

## Palmares
| Nationaal        |    |      |
| Beker van België | 1x | 2013 |